# Sainte-Eulalie (Québec)
Pour les articles homonymes, voir Sainte-Eulalie.
Sainte-Eulalie est une municipalité canadienne du Québec située dans la municipalité régionale de comté de Nicolet-Yamaska et dans la région administrative du Centre-du-Québec.

## Toponymie
Elle est nommée en l'honneur d'Eulalie de Mérida.

## Histoire
L'érection canonique de Sainte-Eulalie a été décrétée le 3 octobre 1857 et la paroisse a été érigée en municipalité civile par Proclamation du Gouvernement Monck le 18 juillet 1862.
Dès l'automne 1861, Noé Tourigny, venant de Saint-Grégoire, commence à défricher le premier lot de la concession. La plupart des colons qui s'établiront dans la paroisse au début de la colonisation venant d'ailleurs de Saint-Grégoire dont plusieurs étaient de descendance acadienne.
La première église est érigée en 1872. Devenue vraisemblablement trop exiguë, elle sera remplacée par l'église actuelle dont les travaux avaient débuté en 1904. Elle sera livrée aux paroissiens le 10 juin 1906.
La municipalité scolaire est instituée par ordre du Gouverneur en Conseil le 1er mai 1861 et la Caisse populaire verra le jour le 18 février 1935 alors que 22 sociétaires souscrivent chacun une part sociale de 5 $.
Sainte-Eulalie s'est dotée, au cours des ans de plusieurs services communautaires. Un comité de loisirs avait vu le jour en 1948, mais c'est en 1967 que les Loisirs de Sainte-Eulalie sont incorporés. En 1979, sous l'égide des "Chevaliers de Colomb," sept organismes s'unissent pour créer «L'Accord» qui se donne comme mission de doter la paroisse d'un centre communautaire. Celui-ci sera inauguré le 4 décembre 1982.
Grâce à une aide financière majeure du programme de « Mise en valeur de l'environnement d'Hydro-Québec, le 14 mars 1987, on procède à l'inauguration d'un important agrandissement du centre communautaire qui devient ainsi une intéressante salle multifonctionnelle au service de la communauté paroissiale.
Le 5 août 1985 marquait l'inauguration de la villa «Bonne Entente», une bâtisse abritant dix logements à prix modique.
Le samedi 4 septembre 1949, un incendie détruit, au village, trois maisons incluant un magasin général et une forge. À la suite de ce sinistre, la municipalité acquiert une pompe à feu et fait creuser un puits dans le parterre de l'église. On peut considérer que c'est à ce moment que naît un service d'incendie relativement organisé.
Aujourd'hui, ce service compte près de 20 pompiers volontaires qui disposent d'un camion-pompe, d'un camion-citerne et d'une caserne érigée il y a à peine deux ans. Depuis 1975, le village est doté d'un système d'égout et d'aqueduc.

### Héraldique
| L'écu de Sainte-Eulalie se blasonne ainsi : Écartelé de sinople et d'argent, au premier à une foi d'argent mouvant des flancs, au deuxième à une roue de sable, au troisième à trois roues d'engrenage aussi de sable, au quatrième à un épi de blé d'argent posé en barre, au filet en croix aussi d'argent brochant sur la partition. |

## Géographie
La rivière Nicolet délimite le sud-ouest de la municipalité en coulant vers le nord-ouest.
La rivière Blanche en traverse le nord-est en coulant vers le nord-ouest.

## Démographie
| 1991 | 1996 | 2001 | 2006 | 2011 | 2016 | 2021 |
| ---- | ---- | ---- | ---- | ---- | ---- | ---- |
| 815  | 879  | 884  | 894  | 871  | 894  | 984  |

| Langue              | Population | Pct (%) |
| ------------------- | ---------- | ------- |
| Français seulement  | 875        | 98,31 % |
| Anglais seulement   | 0          | 0,00 %  |
| Français et Anglais | 0          | 0,00 %  |
| Autres langues      | 15         | 1,69 %  |

## Administration
Les élections municipales se font en bloc pour le maire et les six conseillers.
| Sainte-Eulalie Maires depuis 2001                                                                                    |               |         |          |
| Élection | Maire         | Qualité | Résultat |
| 2001 | Jacques Tassé |         | Voir     |
| 2005 | Jacques Tassé | Voir    |          |
| 2009 | André Demers  |         | Voir     |
| 2013 | André Demers  | Voir    |          |
| 2017 | Gilles Bédard |         | Voir     |
| 2021 | Gilles Bédard | Voir    |          |
| Élection partielle en italique Depuis 2005, les élections sont simultanées dans toutes les municipalités québécoises |               |         |          |